# Московска духовна академия
Московската православна духовна академия и семинария (на руски: Московская духовная академия и семинария, съкратено МПДАиС), обикновено само Московска духовна академия (съкр. МДА), е висше училище на Руската православна църква.
В академията се подготвят духовници, преподаватели, богослови и служители за РПЦ, както и иконописци. Нейната структура включва също: Московска духовна семинария, Регентско училище, училище по иконопис.
Историята на МДА датира от 1687 г., когато е създадена Славяно-гръцко-латинска академия. През 1814 г. академията е реорганизирана и е преместена от Москва в Троице-Сергиевия манастир в град Сергиев Посад (Загорск в съветско време). През 1913 г. в чест на 300-годишното управление на династията Романови академията получава името „имперска“. Затворена е през 1919 г. и е отворена отново през 1946 г.

## История

### Предистория
През 1685 г. гръцките братя монаси Софроний и Йоаникий Лихуд пристигат в Москва по покана на Фьодор III Алексеевич и откриват Богоявленския манастир в града. След това откриват школа в Заиконоспаски манастир, в която се преподава граматика, поетика, реторика, логика и физика на латински и гръцки език. Впоследствие на базата на школата е създадена Славяно-гръцко-латинска академия със схоластична насока на преподаване.

### Синодален период
През 1814 г. академията е преместена в Троице-Сергиевия манастир. Новата академия работи усилено за развитието на богословски, църковно-исторически и философски науки; също и по превода на текстовете на Отците на Църквата на руски език. Тези трудове са публикувани в научното списание „Творения св. отцов. Прибавления к творениям Св. отцов“.

### Съветски период
През 1944 г. в Москва е открит Православният богословски институт. През 1946 г. е преобразуван в Московска духовна академия, която първоначално се помещава в сградата на Новодевическия манастир, като има 4-годишен курс на обучение. През 1947 г. Московската патриаршия е преместена в сградата на Троице-Сергиевия манастир в Загорск, а през 1949 г. там е върната и духовната академия и семинария. През 1955 г. Патриарх Алексий I възстановява Академичния покровски храм.

## Сегашно състояние
- Академичната библиотека разполага с голям брой старинни ръкописи, предимно славянски.
- Издателската дейност включва научно списание „Богословски вестник“ („Богословский вестник“) и студентско списание „Среща“ („Встреча“).
- Научна работа.